# Jean-Baptiste Gardin-Dumesnil
Pour les articles homonymes, voir Dumesnil.
Jean-Baptiste Gardin-Dumesnil, né le 18 août 1720 à Saint-Cyr et mort le 6 mai 1802 à Valognes, est un latiniste français.

## Biographie
Après avoir étudié les Lettres, il devient d'abord professeur de rhétorique au collège de Lisieux, puis en 1758 au collège d'Harcourt. À partir de 1764, après la suppression des Jésuites, il est nommé principal du collège Louis-le-Grand.

## Publications
- J.-A. Auvray (éd.), Synonymes latins, Paris, J. Delalain, 1845 (1re éd. 1777), xlv-360, in-8° (lire en ligne sur Gallica)Cet ouvrage fut inspiré à Jean-Baptiste Gardin-Dumesnil à la suite de la publication de Synonymes français par Gabriel Girard en 1736.